# Конвой ON 67
Конвой ON 67 (англ. Convoy ON 67), також конвой ONS 67 (англ. Convoy ONS 67) — 67-й атлантичний конвой серії ON у кількості 39 транспортних суден, що у супроводженні союзних кораблів ескорту прямував від Британських островів до морських портів Північної Америки. Конвой вийшов 14 лютого з Ліверпуля та прибув 1 березня 1942 року.

## Кораблі та судна конвою ON 67

### Транспортні судна
Позначення
| Назва                       | Прапор                     | Тоннаж (GRT) | Прим.                                        |
| --------------------------- | -------------------------- | ------------ | -------------------------------------------- |
| Adellen (1930)              | Велика Британія            | 7 984        | 22 лютого танкер потоплений U-155            |
| Anadara (1935)              | Велика Британія            | 8 009        | 24 лютого потоплено U-558 і U-587            |
| Belinda (1939)              | Норвегія                   | 8 325        |                                              |
| Consuelo (1937)             | Велика Британія            | 4 847        |                                              |
| Cristales (1926)            | Велика Британія            | 5 389        | судно віцекомандора конвою                   |
| Daghestan (1941)            | Велика Британія            | 7 248        | КАТ судно                                    |
| «Декабрист» (1903)          | СРСР                       | 7 363        |                                              |
| Diloma (1939)               | Велика Британія            | 8 146        | 24 лютого пошкоджено U-158                   |
| Dolabella (1939)            | Велика Британія            | 8 142        |                                              |
| Dromus (1938)               | Велика Британія            | 8 036        |                                              |
| Eidanger (1938)             | Норвегія                   | 9 432        | 24 лютого танкер потоплений U-558            |
| Empire Celt (1941)          | Велика Британія            | 8 032        | 24 лютого танкер потоплений U-158            |
| Empire Druid (1941)         | Велика Британія            | 9 813        |                                              |
| Empire Pict (1941)          | Велика Британія            | 8 134        |                                              |
| Empire Spray (1941)         | Велика Британія            | 7 242        | КАТ судно                                    |
| Empire Steel (1941)         | Велика Британія            | 8 138        |                                              |
| Finnanger (1928)            | Норвегія                   | 9 551        | 1 березня потоплений U-158                   |
| Glittre (1928)              | Норвегія                   | 6 409        |                                              |
| Gloucester City (1919)      | Велика Британія            | 3 071        |                                              |
| Hamlet (1934)               | Норвегія                   | 6 578        |                                              |
| Hektoria (1899)             | Велика Британія            | 13 797       |                                              |
| Idefjord (1921)             | Норвегія                   | 4 287        |                                              |
| Inverarder (1919)           | Норвегія                   | 5 578        | 24 лютого танкер потоплений U-558            |
| Lancastrian Prince (1940)   | Велика Британія            | 1 914        |                                              |
| Manchester Exporter (1918)  | Велика Британія            | 5 277        | судно командира конвою контрадмірала Доусона |
| Mentor (1914)               | Велика Британія            | 7 383        |                                              |
| USS Mizar (AF-12) (1932)    | Військово-морські сили США | 6 982        | судно бойового забезпечення                  |
| Nueva Andalucia (1940)      | Норвегія                   | 10 044       |                                              |
| Orari (1931)                | Велика Британія            | 10 350       |                                              |
| USS Pleiades (AK-46) (1932) | Військово-морські сили США | 3 600        | судно бойового забезпечення-балкер           |
| Rapana (1935)               | Велика Британія            | 8 017        | торговий авіаносець                          |
| Sama (1936)                 | Норвегія                   | 1 799        | 22 лютого потоплено U-155                    |
| Skandinavia (1940)          | Норвегія                   | 10 044       |                                              |
| Strinda (1937)              | Норвегія                   | 10 973       |                                              |
| Stuart Prince (1940)        | Велика Британія            | 1 911        |                                              |
| Thorhild (1935)             | Норвегія                   | 10 316       |                                              |
| Torr Head (1937)            | Велика Британія            | 5 021        |                                              |
| Toward (1923)               | Велика Британія            | 1 571        | рятувальне судно конвою                      |
| White Crest (1928)          | Велика Британія            | 4 365        | 24 лютого потоплено U-162                    |

### Кораблі ескорту
| Британський ескорт                             |                                         |                                                          |                     |
| «Коломбайн»                                    | Військово-морські сили Великої Британії | Корвет типу «Флавер»                                     | 15-19 лютого        |
| «Камеллія»                                     | Військово-морські сили Великої Британії | Корвет типу «Флавер»                                     | 15-19 лютого        |
| «Пімпернель»                                   | Військово-морські сили Великої Британії | Корвет типу «Флавер»                                     | 15-19 лютого        |
| Американсько-канадська ескортна група TU 4.1.5 |                                         |                                                          |                     |
| «Алгома»                                       | Військово-морські сили Канади           | корвет типу «Флавер»                                     | 19-25 лютого        |
| «Бернаду»                                      | Військово-морські сили США              | ескадрений міноносець типу «Вікс»                        | 19-28 лютого        |
| «Едісон»                                       | Військово-морські сили США              | ескадрений міноносець типу «Глівз»                       | 19-28 лютого        |
| «Леа»                                          | Військово-морські сили США              | ескадрений міноносець типу «Вікс»                        | 19-28 лютого        |
| «Ніколсон»                                     | Військово-морські сили США              | ескадрений міноносець типу «Глівз»                       | 19-28 лютого        |
| «Спенсер»                                      | Берегова охорона США                    | куттер типу «Трежері»                                    | 26-28 лютого        |
| Кораблі прибережного супроводження             |                                         |                                                          |                     |
| «Веріті»                                       | Військово-морські сили Великої Британії | ескадрений міноносець «Модифікований Адміралті» типу «W» | 28 лютого-1 березня |
| «Волкер»                                       | Військово-морські сили Великої Британії | ескадрений міноносець «Адміралті» типу «W»               | 28 лютого-1 березня |

## Підводні човни, що взяли участь в атаці на конвой
| Назва | Тип        | Командир                           | Результати атаки                                                             |
| ----- | ---------- | ---------------------------------- | ---------------------------------------------------------------------------- |
| U-155 | типу IX C  | капітан-лейтенант Адольф Пінінг    | 22 лютого потопив Sama і Adellen                                             |
| U-158 | типу IX C  | капітан-лейтенант Ервін Ростін     | 24 лютого потопив Empire Celt і пошкодив Diloma; 1 березня потопив Finnanger |
| U-162 | типу IX C  | фрегаттен-капітан Юрген Ваттенберг | 24 лютого потопив White Crest                                                |
| U-558 | типу VII C | капітан-лейтенант Гюнтер Крех      | 24 лютого потопив Inverarder і Eidanger; пошкодив Anadara                    |
| U-587 | типу VII C | корветтен-капітан Ульріх Борхердт  | 24 лютого потопив пошкоджене судно Anadara                                   |